# Clivaj
Clivaj este denumită tendința întâlnită la minerale sau cristale de a se sparge, despica, paralel cu rețeaua structurii cristaline. Clivajul este de fapt o formă aparte de spărtură. Suprafața clivajului este netedă, în general cu o reflectare bună a razelor luminoase. Clivajul se poate prezenta diferit, având diferite grade de clivaj: 

## Clasificarea clivajului
| Gradul clivajului                | Aspectul clivajului                                                                 | Exemple                                                                   |
| -------------------------------- | ----------------------------------------------------------------------------------- | ------------------------------------------------------------------------- |
| deosebit de perfect              |                                                                                     |                                                                           |
| foarte perfect                   | foițe subțiri                                                                       | Mică, Gips                                                                |
| perfect                          | la spargere apare totdeauna o suprafață de clivaj                                   | Calcit, Galenă, Diamant (paralel cu fața octaedrului), Stibină, Bismutină |
| bun                              | pe bucățile sparte se pot observa fețe regulate de clivaj și de spărtură neregulată | Feldspat, Amfiboli, Realgar, Auripigment                                  |
| clar                             | pe suprafețe de spărtură neregulată apar și unele fețe de clivaj                    | Kassiterit, Apatit                                                        |
| neclar                           | pe lângă fețele de spărtură neregulată apar numai sporadic fețe netede de clivaj    | Magnetit, Corindon                                                        |
| lipsa clivajului (vezi spărtura) |                                                                                     | Cuarț                                                                     |